# Перитонеална дијализа
Перитонеална дијализа (ПД) је једна од метода лечења пацијената са хроничном бубрежном инсуфицијенцијом. Код овог вида дијализе трбушна марамица (лат. peritoneum) служи као филтар преко којег се процесима осмозе и дифузије из организма уклањају штетне материје. Дијализна течност се убацује кроз катетер унутар стомака, ту остаје одређено време и потом се излива напоље. Ово се обавља током ноћи, док пацијент спава, или током дана. ПД је алтернатива хемодијализи, мада се у неким земљама, као што су САД, користи знатно ређе. У односу на хемодијализу, она је знатно јефтинија и не захтева обавезну посету здравственој установи. Као компликација се најчешће јавља инфекција, због сталног присуства катетера у стомаку.
Пре отпочињања терапије, пацијенту се објашњава читав поступак и он се обучава како да се брине о катетеру. Неопходно је стално праћење процеса дијализе, како би се избегле евентуалне компликације.
Године 2004, од укупног броја људи у терминалном стадијуму бубрежне инсуфицијенције, око 11% је користило овај вид терапије, док је знатно више њих ишло на хемодијализу. Проценат људи који су користили перитонеалну дијализу је био нешто већи у Уједињеном Краљевству, Јужној Кореји и Мексику.

## Поступак
- Фазе перитонеалне дијализе
- спајање система
- уливање дијализата
- почетак дифузије
- завршетак процеса
- изливање дијализата

Површина стомака се очисти и хируршким путем се убацује катетер, тако да се један крај те цеви налази унутар стомака, док други крај вири из коже. Пре сваког уливања мора да се очисти одговарајућа површина и да се провери проходност катетера. У следећих 10-15 минута у абдомен се улива велика количина течности. Њена запремина се на енглеском језику означава термином dwell, док се сама течност назива дијализат. Запремина дијализата варира и може да достигне 2,5 литра, а у њега могу да се додају и различити медикаменти непосредно пре уливања. Он остаје у стомаку одређено време (обично 4-6 сати) и отпадне материје из крви постепено дифундују у ову течност преко трбушне марамице. Након тога се она излива и замењује свежим дијализатом. То може да се обавља аутоматски док пацијент спава (аутоматска перитонеална дијализа, APD) или током дана када се течност мења 4-6 пута дневно (стална амбулантна перитонеална дијализа, CAPD).
Дијализат обично садржи натријум, хлориде, млечну киселину или бикарбонате, као и висок садржај глукозе да би се обезбедила хиперосмоларност раствора. Степен дијализе зависи од запремине дијализне течности, учесталости њене измене и концентрације растворених материја. Код аутоматске дијализе течност се измени 3-10 пута током ноћи, док се код амбулантне дијализе она мења четири пута дневно и задржава се у стомаку 4-8 сати.
Висока концентрација глукозе у дијализном раствору доводи до замене течности из крви глукозом из дијализата. Раствор доспева из трбушне шупљине у органе, а потом у лимфни систем. Количина течности која бива апсорбована у лифним судовима варира од особе до особе.

### Компликације
Запремина изливеног дијализата и тежина пацијента се редовно прате; уколико се у једном циклусу задржи више од 500 милилитара течности у организму или уколико се у три узастопна циклуса изгуби више од 1 литра течности из организма, о томе се обавештава пацијентов лекар. Задржавање течности може да доведе до хипертензије и отока, док губитак веће количине течности узрокује хипотензију или чак хиповолемијски шок. Такође се контролише и боја изливене течности: током прва четири циклуса она је обично роза, док касније постаје жућкаста. Присуство црвене боје указује на крварење унутар стомака, присуство фецеса значи да је дошло до перфорације црева, док беличаста течност указује на инфекцију. Пацијент може да осети бол или нелагодност уколико је дијализат превише кисео, уколико је хладан или се улива превише брзо, док дифузни бол може да буде знак инфекције. Јак бол у ректуму или трбушној марамици може да буде резултат неправилно постављеног катетера. Велика запремина дијализата може да притисне дијафрагму отежавајући дисање, док је констипација често у вези са проточношћу катетера.
Потенцијално фатална компликација, за коју се процењује да се јавља код приближно 2,5% пацијената, је инкапсулирана перитонеална склероза, у којој долази до затвора црева због раста густог слоја фибрина у перитонеуму.

## Однос ризика и користи
ПД је мање ефикасна у отклањању штетних материја из крви од хемодијализе, а присуство цеви повећава ризик од перитонитиса због потенцијалног уласка бактерија у стомак. Најбољи вид превенције је директна инфузија антибиотика у перитонеум, уместо класичних метода као што су редовно испирање перитонеума или употреба урокиназе. И на месту постављања катетера може доћи до инфекције. Употреба мупироцина може да смањи учесталост ових инфекција, али тај антибиотик не помаже код перитонитиса. У односу на хемодијализу, ПД пружа већу мобилност пацијенту, ствара мање осцилације симптома, боље се уклањају фосфатна једињења, али се уклања и велика количина албумина што захтева стално праћење ухрањености. Однос трошкова и користи хемодијализе и перитонеалне дијализе су приближно исти - опрема за ПД је јефтинија, али су високи трошкови за лечење перитонитиса. Још увек није урађено довољно истраживања да би се адекватно упоредили односи ризика и користи сталне амбулантне и аутоматске перитонеалне дијализе. Три мања клиничка испитивања су показала да између ове две варијанте ПД нема значајнијих разлика у погледу морбидитета или морталитета пацијената са хроничном бубрежном инсуфицијенцијом, нити је било предности у очувању бубрежне функције. Резултати показују да је аутоматска дијализа прихватљивија млађим пацијентима и онима који раде или се школују.
Остале компликације укључују хипотензију (низак крвни притисак) због губитка течности и натријума из организма, бол у доњем делу леђа, брух или цурење течности због високог притиска унутар стомака.

## Импровизована дијализа
Перитонеална дијализа може да се импровизује у условима као што су борбене операције или катастрофе, коришћењем хируршког катетера и дијализата направљеног од уобичајених медицинских раствора.